# Том Делонг
Томас Метју Делонг (енгл. Thomas Matthew DeLonge; Пауеј, 13. децембар 1975) амерички је музичар, певач, аутор песама, продуцент, писац и режисер. Он је тренутно фронтмен и гитариста рок бенда Angels & Airwaves, ког је формирао 2005. године, а најпознатији по мандату у бенду Blink-182 од његовог оснивања 1992. до одласка 2015. године.
Делног је одрастао у предграђју Пауеја у Калифорнји. Када је набавио своју прву гитару, почео је са свирањем панк рока. Основао је Blink-182 заједно са басистом Марком Хопусом и бубњаром Скотом Рејнором док је ишао у средњу школу. Бенд је добијао публику средином деведесетих година кроз независна издавања, турнеје поготово по Америци и Аустралији. Потписали су први уговор са издавачком кућом 1996. a годину дана касније су избацили свој други албум Dude Ranch. Група је доживела већи успех са следећим албумом Enema Of The State 1999. који је продат у 15 милиона копија широм света. По завршетку снимања трећег албума, Делонг је од 2001. године експериментисао са пост-хардкором у новооснованом бенду Box Car Racer. Издали су један истоимени албум који је дебитовао на 12. позицији Bilboard 200 листе и продат је у 244.000 примерака у прва 2 месеца. Делонг је напустио овај пројекат 2003. године и фокусирао се на снимање блинковог петог албума који је избачен исте године. Две године касније напустио је и Blink-182 после разних несугласица са бедном.
По напуштању бенда 2005. године, формира Angels & Airwaves с којим је до данас издао 5 студијских албума. Делонг се враћа у Blink-182 2009. године, издаје један албум Neighborhoods 2011. и свира на разним турнејама док није поново напусто бенд 2015. године.

## Биографија

### Детињство и младост
Томас Метју Делонг је рођен у Пауеју у Калифорнији. Његов отац је био извршни директор нафтне компаније док му је мајка била хипотекарни посредник. Његов први музички инструмент била је труба коју је добио на Божић са 11 година. Поред интересовања за музиком, Делонг је првобино имао жељу да постане ватрогасац. Гитару је први пут узео у руке од пријатеља када су били у црквеном кампу и постаје опседнут иструментом. У седмом разреду посетио је пријатеља у Орегону који му је представио музику бендова Stiff Little Fingers, Dinosaur Jr. и Descendents-а.
Делонг је почео да вози скејтборд у трећем разреду, који му је трошио доста времена ван школе. "Живео сам и дисао сам скетбординг. По цео дан сам возио скејт. Само ми је до тога било стало". Заједно би са пријатељима возио са једног краја Сан Дијега до другог. У међувремену, његови родитељи су се константно свађали да би се на крају развели када је Том имао 18 година. Убрзо после тога, његова мајка је изгубила посао а Делонг се одселио желећи да започне нови живот.
Након средње школе, Делонг је радио на грађевини, возио камион и радио са бетоном и цевоводом. "Мрзео сам, мрзео сам, мрзео сам свој посао. Знате оне људе који мрзе свој посао? То сам био ја", додао је касније. Убрзо је дао отказ када је Blink-182 потписао са уговор са издавачком кућом 1996. године.

### Музичка каријера
Делонг је формирао свој први успешни бенд, Blink-182, 1992. године. Пошто је био избачен из средње школе "Пауеј", након што је дошао на час физичког у пијаном стању, бива пребачен у другу школу где упознаје Ен Хопус. Након једног школског такмичења бендова у коме је учествовао, упознаје бубњара Скота Рејнора, с ким је почео да организује свирке смењивајући разне басисте. То лето, Делонгова жеља да оснује бенд је јако близу остваривања, када га Ен Хопус упознаје са њеним братом, басистом, Марком Хопусем. Заједно, њих двојица проводе сате у Делонговој гаражи свирајући и снимајући песме.
Сада тројац, почињу да вежбају у Рејноровој соби, пишу песме и похађају разне панк свирке и концерте. Првобитно, били су познати по више имена, укључујући Duck Tape и Figure 8 док Делонг није прекстио бенд у Blink. Уз помоћ локалне продавнице плоча у Сан Дијегу, снимили су први демо Buddha 1994. године. Cargo Records је потписао пробни уговор са бендом, тачније Хопус је морао да потпише уговор, јер је Делонг имао посао а Рејнор је био малолетан. Први албум Cheshire Cat су издали у фебруару 1995. године, албум чије је снимање трајало свега 3 дана. Бенд је ишао на разне турнеје у периоду 1995-96 по Америци и Канади па чак и Аустралији. 
До марта 1996. бенд је сакупио доста интересовања различитих издавачких кућа. На крају изабрали су "MCA" издавачку кућу, с којом су издали свој други албум Dude Ranch тог лета. Први сингл Dammit је кружио по радио станицама широм земље, а сам албум добија златни статус 1998. године, али исцпљујуће турнеје уводе тензије међу члановима бенда. Рејнор је почео прекомерено да пије и бива отпуштен од стране Делонга и Хопуса. Травис Баркер, тада бубњар бенда Тhe Aquabats, попуњава Рејнорово место и учи 20 песама за 45 минута пре почетка првог концерта. Баркер се званично придружује бенду на лето 1998. године када такође бенд улази у сарадњу са продуцентом Џеријем Фином и започињу са снимањем трећег албума.
Албум Enema of the State 1999. године, катапултира Блинк дo успеха, са којег синглови What's My Age Again?, All the Small Things, и Adam's Song круже по MTV-у и радио станицама поред дебитовања на високим позицијама музичких "чартова". Овај албум је био велики комерцијални успех, албум који је продат у 15 милиона примерака широм света. Две године касније бенд издаје следећи албум под називом Take Off Your Pants and Jacket  који дебитује на првом месту у САД-у, Канади и Немачкој. Са сингловима The Rock Show, Stay Together for the Kids и First Date наставили су где су стали са прошлим албумом.
У слободно време између турнеја, Делонг има потребу да уради нешто што није могао у Blink-у, те снима "пост-хардкор" албум Box Car Racer 2002. за истоимени пројекат. За снимање бубњева зове Баркера у свој пројекат што оставља Хопуса изневереног. Ови догађаји довели су до поделе међу члановима. Блинк се поново окупио 2003. када су снимили свој пети албум, додавши другачије, експерименталне елементе међу њихов познати поп панк звук. Критике су генерално били комплименти за нови "зрелији" правац који су прихватили. Фанови су међутим остали подељени, а тензије у бенду су се наставиле. Делонг је желео више слободног времена да би се посветио својој новој породици, тражећи паузу од турнеја од пола године. Хопус и Баркер се нису сложили са његовом одлуком. Уследиле су даље свађе на пробама. Делонг је сматрао да су приоритети другова из бенда "лудо другачији" и долази до грубе вербалне размене између чланова што на крају доводи до његовог напуштања бенда.
По напуштању, Делонг бива подвргнут потпуном разматрању својих брига, одлази на тронедељно "духовно путовање" у комплетној изолацији, преиспитивајући свој живот, каријеру и будућност у музици. Осећао се психчки повређено распадом бенда, поређући га са разводом и називао га "катастрофом". 
У септембру 2005. проводићи месеце ван јавне пажње, Делонг најављује свој нови пројекат под именом Angels & Airwaves и обећава "највећу рокенрол револуцију те генерације". Његове изјаве су сматране као веома грандиозне у штампи.
Бендов први албум We Don't Need to Whisper бива избачен 2006. године, а следеће године испратио га је и други I-Empire.
Делонг би се поново ујединио са Blink-om крајем 2008. У то време, Баркер је недавно преживео авионску несрећу, у којој су 4 особе изгубиле живот. Ово је Делонга подстекло у реформирање бенда и 2009 најављују враћање на сцену, нови албум и нову турнеју. 
Процес снимања шестог албума Neighborhoods бива успорен од стране студија, турнеја, менаџера и личних пројеката. Такође овај албум су израдили самостално, односно без продуцента, поводом смрти бившег продуцента Џерија Фина. Делонг је снимао у свом студију у Сан Дијегу док су Хопус и Баркер снимали у Лос Анђелесу. Реализација албума била одложена више пута због тога што је бенд морао да се сналази без Фина. Делонг је касније изразио своје незадовољство због методе снимања албума, рекавши да је довело до "губитка њиховог јединства у бенду". Албум је пуштен у продају у септембру 2011. и дебитује на другом месту билбордове листе.
Блинк напушта "Interscope Records" 2012. године и постаје независан, а затим избацује Dogs Eating Dogs ЕP. Група је планирала да се врати у стидио јануара 2015. за снимање седмог албума али после одлагања са Делонгове стране, бенд је најавио његов одлазак. Хопус и Баркер су изјавили следеће, "Сви смо били спремни да свирамо на једном фестивалу и да снимамо нови албум али Том је одлагао без разлога. Недељу дана пре него што смо требали да одемо у студио добили смо имејл од стране његовог менаџера образложавајући да он не жели да учествује у Blink-182 пројектима до даљњег, и да би радије да се окрене својим не музичким подухватима".
У априлу 2015. Делонг избацује свој први соло апбум, сачињен од 8 песама са називом To the Stars... Demos, Odds and Ends.

## Остали подухвати

### Бизнис
2001. Делонг и Хопус, заједно уз помоћ још једног пријатеља, оснивају "Atticus Clothing", марку одеће. Следеће године, Делонг оснива "Macbeth Footwear", рокенрол инспирисану продавницу обуће.
Фирму за технологију и дизајн "Modlife" оснива 2007. године, у време када првобитно напушта Blink-182. "Modlife" управља званичним веб сајтовима и фан сајтовима разних уметника, укључујући Тhe White Stripes, Pearl Jam, и Kanye West.

### Филм
Делонг се упустио режији када је режирао музички спот за песму This Photograph is Proof (I Know You Know) од бенда Taking Back Sunday 2004. године. Постаје очаран том средином, називајући процес "уметнички задовољавајућим", и од тад ради на разним филмовима за свој Angels & Airwaves пројекат. 2014. ко-режира кратки анимирани филм Poet Anderson: The Dream Walker.

### Теорије завере и ванземаљски живот
Делонг дубоко верује у ванземаљски живот, НЛО-е и теорије завере од младости, давно пре оснивања Blink-а. Бивши члан бенда Травис Баркер говори у интервјуу 2019. како Делонг има изузетну страст према њима и да би гледао и тражио НЛО-е кроз прозор њиховог аутобуса и да би чак излазио и сакупљао људе у потрази за Бигфутом.
2015. године Делонг оснива компанију "To The Stars, Inc." коју, 2017 приспаја у "To the Stars Academy of Arts & Sciences". Поред забавног програма, нова компанија има ваздушно-космички и научни програм посвећени уфологији и маргиналној науци.
У априлу 2020. године Пентагон декласификује три снимка на којима су снимљени НЛО-и. Делонг је претходно избацио те снимке са својом компанијом 2017. године.

## Приватни живот
1996. године почиње да се забаља са Џенифер Џенкинс, коју је упознао раније у средњој школи. Венчају се 26. маја 2001. у Калифорнији, добијају ћерку 2002. и сина 2006. Разводе се 2019. године.

## Дискографија
| - To the Stars... Demos, Odds and Ends (2015) - Cheshire Cat (1995) - Dude Ranch (1997) - Enema of the State (1999) - Take Off Your Pants and Jacket (2001) - Blink-182 (2003) - Neighborhoods (2011) | - Box Car Racer (2002) - We Don't Need to Whisper (2006) - I-Empire (2007) - Love (2010) - Love: Part Two (2011) - The Dream Walker (2014) |

## Филмографија
| Година | Наслов                                                 |
| ------ | ------------------------------------------------------ |
| 1999   | Idle Hands                                             |
| 1999   | American Pie                                           |
| 1999   | Shake, Rattle and Roll: An American Love Story         |
| 1999   | Two Guys and a Girl                                    |
| 1999   | The Urethra Chronicles                                 |
| 2001   | Mad TV                                                 |
| 2002   | The Urethra Chronicles II: Harder Faster Faster Harder |
| 2002   | Box Car Racer                                          |
| 2003   | The Simpsons                                           |
| 2003   | Riding in Vans with Boys                               |
| 2008   | Start the Machine                                      |
| 2009   | One Nine Nine Four                                     |
| 2009   | I Know What I Saw                                      |
| 2011   | Love                                                   |
| 2011   | My First Guitar                                        |
| 2014   | Poet Anderson: The Dream Walker                        |
| 2019   | Unidentified: Inside America’s U.F.O. Investigation    |